# Air Belo
Air Belo is een bestuurslaag in het regentschap West-Bangka van de provincie Bangka-Belitung, Indonesië. Air Belo telt 3258 inwoners (volkstelling 2010).